# 슈도타킬라이트

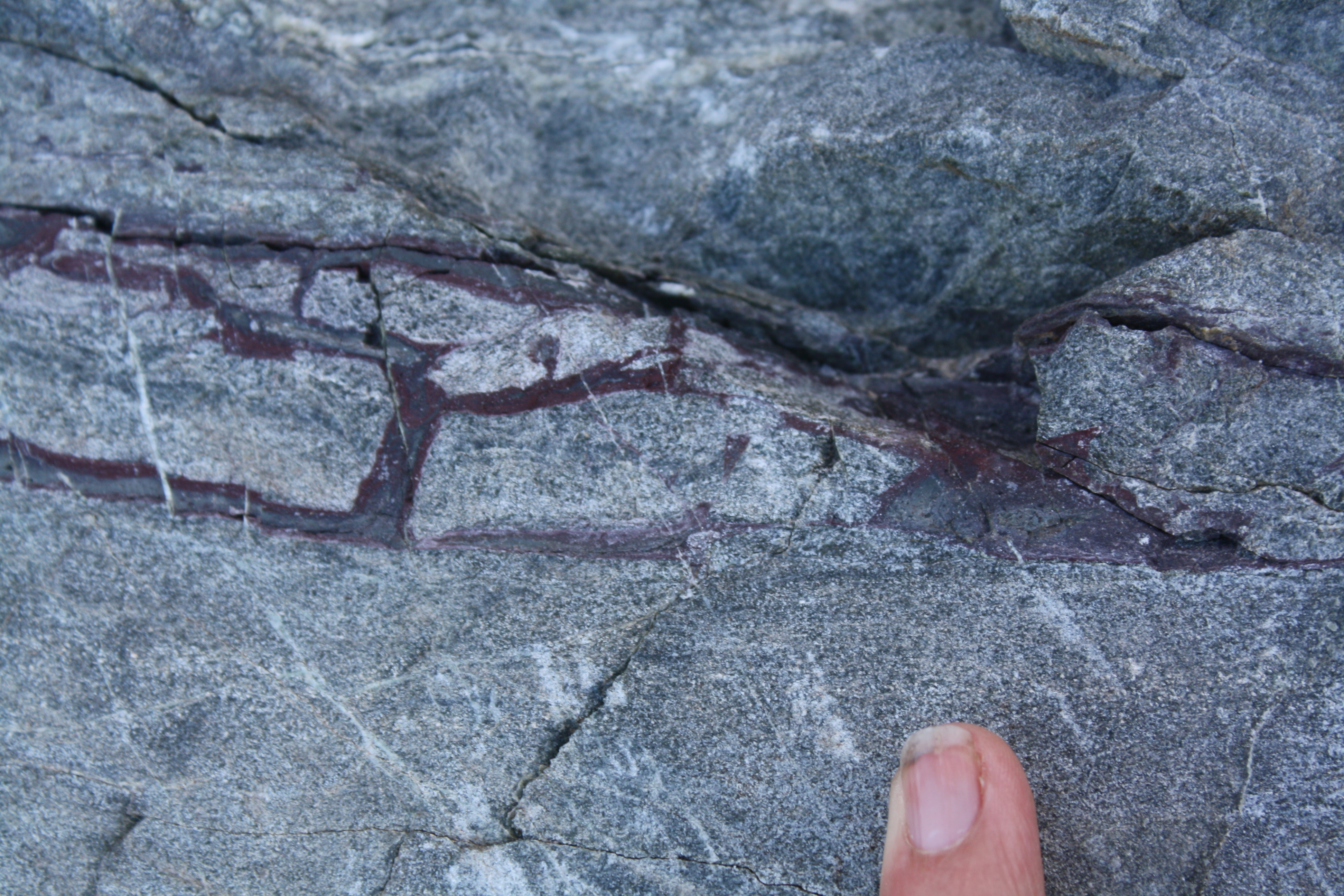
슈도타킬라이트

슈도타킬라이트(Pseudotachylyte, PT)는 단층의 운동으로 인한 고속 마찰열로 용융된 물질이 굳어서 만들어진 단층암을 의미한다. 슈도타킬라이트는 단층대에서 지진발생의 직접적인 증거이며 대한민국을 포함해 전 세계적으로 드물게 보고되고 있다. 

## 개요
슈도타킬라이트라는 '허위의, 모조의'라는 뜻의 접두어 Pseudo와 타킬라이트(Tachylyte)의 합성어로 현무암의 일종인 유리질 암석 타킬라이트와 매우 비슷하다고 해서 이와 같이 명명되었다. 용어 자체는 Shand (1916)가 오렌지 자유국의 발 강(Vaal river) 부근 화강암체에서 검은 광택을 띠는 관입체에 대해 처음으로 명명하였으며 어둡고, 비현정질(aphanitic), 유리질(glassy)의 암맥과 같은 암석으로 묘사되었다. 슈도타킬라이트는 지진성 단층작용 동안 발생한 마찰열과 강한 마모에 의하여 단층대 내의 단층암들이 용융되어 유동성을 가지기 충분할 때 형성되는 암석이다. 슈도타킬라이트는 운석 충돌로(예시 : 베르데포트 운석충돌구(Vredefort impact structure), 화산함몰 그리고 지표에 발달한 대규모 단층대에서 발생한 거대한 사태와 같은 작용에 의해서도 생성될 수 있지만 일반적으로 단층 활동에 의해 생성된 것을 가리킨다. 
슈도타킬라이트는 지진성 단층에서 마찰용융에 의하여 형성되는 암흑색의 비현정질 암석이므로 그 산출지 자체만으로 가지는 지체구조적 가치는 특별하다. 슈도타킬라이트는 대부분의 경우 고기 지진활동과 밀접히 관련되어 있어서 단층대와 파쇄대에서 암맥의 형태로 산출된다. 슈도타킬라이트의 색은 주로 검은색이지만 회색이나 갈색을 띠는 경우도 있다.

## 수식
미끌림 시 열발생률은 전단응력(shear stress)과 미끌림속도(slip rate)의 곱에 비례하므로, 지진성 미끌림의 경우 매우 빠른 속도로 인해 짧은 시간 내에 급격한 온도 상승을 야기한다. 단층 미끌림에 따른 역학적 에너지가 손실없이 열로 변환된다고 가정하면, 단층 주 미끌림대에서의 온도 상승({\displaystyle \Delta T})은 다음과 같은 식으로 계산될 수 있다. 
{\displaystyle \Delta T=\tau d/\rho c_{p}w} ({\displaystyle \tau } : 전단 응력 {\displaystyle d} : 전단 변위 {\displaystyle \rho } : 밀도 {\displaystyle c_{p}} : 비열용량 {\displaystyle w} : 두께)
예를 들어 단층 미끌림면에 작용하는 전단 응력이 10 MPa (또는 100 bar), 밀도가 2,700 kg/m3, 비열은 800 J/(kg K)라고 하면, 두께 1 mm의 미끌림대에서 0.2 m의 전단 변위(d) 시 발생하는 온도 상승은 암석의 용융을 가능케 할 정도로 높은 926°C로 계산되며, 평균 미끌림속도를 1.0 m/s라고 한다면 0.2초만에 암석의 용융이 발생할 수 있다. 이때 마찰열에 의해 융용물이 생성되고 그것이 냉각되어 굳어진 암석을 슈도타킬라이트라 한다.
지금까지 보고된 여러 암석들과 구별되는 슈도타킬라이트의 특징적인 증거는 다음과 같다.
- 1) 모암과의 경계가 뚜렷하다.
- 2) 슈도타킬라이트에서 분지되는 주입세맥형(injection vein type) 슈도타킬라이트가 산출된다.
- 3) 슈도타킬라이트 기질부에는 모암의 광물들이 거의 없거나 슈도타킬라이트 세맥의 접촉부를 따라 모암 광물에 용융의 증거인 융식구조가 있다.
- 4) 구과(球顆; spherulites) 및 탈유리[失透; devitrification] 구조가 존재한다.
- 5) 동시기에 생성된 석영 또는 방해석 세맥이 발달하지 않는다.
- 6) 대부분의 세맥형 슈도타킬라이트는 모암의 화학성분과 거의 동일한 반면 슈도타킬라이트 주변의 다른 세맥들과는 일반적으로 다른 화학조성을 나타낸다.

## 대한민국
슈도타킬라이트와 같은 유리질 암석은 풍화변질 작용에 매우 취약해 보존되기 매우 어렵다. 그럼에도 불구하고 대한민국의 경주와 지리산 지역에서 슈도타킬라이트가 발견되어 학술지로 보고된 바 있다.

### 대흑산도유사 슈도타킬라이트
진원주(2012, 2017)에 의해 신안군 대흑산도 지역의 단층대에서 슈도타킬라이트와 유사한 단층암이 발견되었다. 암석이 발견된 지층은 대흑산층군의 최하부 지층인 문암산층으로 모암은 사암이 변성된 규암으로 북북서 주향에 수직 경사를 가지는 단층면을 따라 평행하게 단성맥(simple vein), 망상 구조의 복성맥(complex vein) 그리고 모암에 발달하는 2차 인장성 단열과 주변의 단열들에 주입된 형태로 발달한다.

### 봉길 슈도타킬라이트
강희철 외(2015, 2017)는 경상북도 경주시 양북면 봉길리 해안가에서 발견된 슈도타킬라이트를 조사하였다. 이 슈도타킬라이트는 모암인 화강섬록암(SHRIMP U-Pb 저어콘 : 75.0±1.5 Ma)과 흑운모 화강암(SHRIMP U-Pb 저어콘 : 58.4±1.1 Ma)을 절단하며 두께와 산출 형태에 따라 단일암맥형, 단층세맥형, 주입세맥형 3가지로 구분된다. 주 단층에 수반된 슈도타킬라이트는 연장 110 m에 평균 21 cm 두께의 단일 암맥형으로 연구자들은 이 슈도타킬라이트를 세계 최대급으로 추정하였으며, 이를 봉길 슈도타킬라이트로 명명하였다. 봉길 슈도타킬라이트에서 수행된 전암 아르곤-아르곤 연대 측정 결과는 47.3±1.4 Ma, 절단된 반화강암의 세맥은 48.6±1.1 Ma이며 이는 신생대 중기 에오세 이후에 규모 7 이상의 지진성 단층운동으로 생성된 것을 지시한다.

### 경상북도
추창오와 정교철(2017)은 경상북도의 한 지역(세부적으로 명시되지 않음)에서 화강암 지역에서 500 m, 변성암 지역에서 900 m 굴진된 시추공을 조사하였다. 대부분의 시추코어에서는 취성변형이 우세하며 단층비지와 폭이 수~20 cm이고 암적색과 보라색, 암흑색 등을 띠는 슈도타킬라이트가 불규칙적으로 산출되었다. 슈도타킬라이트의 색상 띠가 다양한 것은 그 생성시기가 다양했고 이는 강한 지진이 반복적으로 발생했음을 지시한다.

### 부산광역시
경남권 지질유산 보고서에 의하면 부산광역시 기장군 기장읍 시랑리 655-5(기장읍 기장해안로 34-16 전면 해안, 북위 35° 10′ 53.73″ 동경 129° 12′ 41.71″ / 북위 35.1815917°  동경 129.2115861° )에 장산 콜드론(화산함몰구조)과 관련된 슈도타킬라이트가 나타난다.

### 지리산불일폭포
강희철 외(2019)는 경상남도 하동군 화개면 지리산 불일폭포 하상의 화강암질 편마암에서 슈도타킬라이트를 보고하였다. 이곳의 노두에서 단층암은 슈도타킬라이트와 엽리상 파쇄암(foliated cataclasite)으로 구분된다. 단층 작용에 수반된 암회색 슈도타킬라이트들의 산출형태는 수 mm~수 cm 단위의 두께로 단층면을 따라 발달한 단층세맥형과 단층세맥형의 슈도타킬라이트로부터 그 용융물이 주변암에 주입되어 형성된 주입세맥형으로 구분된다. 불일폭포 주변의 하상에는 상당수의 암회색 미세 암맥(vein)들이 발달하여 있는데 강희철 외는 이 암회색의 세맥들이 마그마의 관입에 의한 것이 아니라 단층대 내의 암석들이 용융되어 유동성 있는 단층암인 슈도타킬라이트로 발달한 것으로 보았다. 슈도타킬라이트의 생성은 백악기 후기 이후로 추정되며 단층의 운동성향은 우수향 주향이동으로 해석된다.

## 지질공학적 의미
슈도타킬라이트는 지진 활동의 결과물이며 단층대의 모암에 비하여 본질적으로 그 강도가 매우 낮으며, 응력에 취약하므로 향후 균열이 발생하거나 화학변질 작용에도 취약하다. 그러나 건조암은 용융냉각동안 단층 슬립(Slip)면을 접합시키는데 이는 지진 후에 단층을 오히려 더 강화시킬 수 있으며 단층 슬립(slip)의 재활동을 억제하는 기능도 있다고 보고되어 슈도타킬라이트가 지반안정에 더 유리할 수 있는 의견도 있다.

## 같이 보기
- 단층
- 단층경면